# 稲荷神社 (羽生市与兵エ新田)
稲荷神社（いなりじんじゃ）は、埼玉県羽生市の神社。

## 歴史
創建年代は不明である。ただ当地の地名「与兵エ新田」は「与兵衛」という人物が開発した新田に由来し、当社の字が「屋敷前」となっていることから、与兵衛の屋敷に祀られていた屋敷神が起源であることが推測される。
1872年（明治5年）、近代社格制度に基づく「村社」に列せられ、1907年（明治40年）の神社合祀により、「秋葉社」が合祀された。また戦後の耕地整理により4社が合祀された。
当社では、今も氏子らによる講が行われている。かつては養蚕業が盛んだったことから、おしら様を祀る「おしら講」があった。昭和末期には既に消滅しており、詳細は不明である。

## 交通アクセス
- コミュニティバス「田舎教師像前」停留所より徒歩9分。